# Computertomographie des Herzens

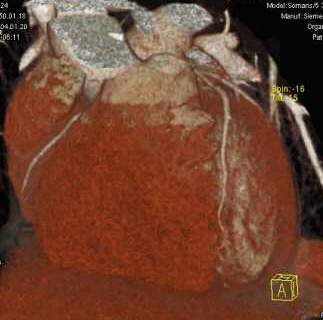
Spiral-CT des Herzens als Volumenrendering

Die Computertomographie des Herzens (Herz-CT, Kardio-CT, CT-Koronarangiografie) ist eine medizinische CT-Angiographie der Koronargefäße am Herzen. Sie wird auch Computertomografie-Koronarangiografie (CCTA) genannt. Die CCTA gehört zu den nichtinvasiven Verfahren, mit denen eine vermutete koronare Herzkrankheit (KHK) festgestellt oder ausgeschlossen werden kann.
Andere nicht-invasive Verfahren sind das Belastungs-EKG, die Belastungs-Echokardiografie sowie Belastungsuntersuchungen mittels Magnetresonanztomographie und Myokardszintigraphie (SPECT). Sie sind ungefährlicher und auch wesentlich billiger als der Goldstandard, die invasive Angiografie der Koronargefäße (Koronarangiografie, kurz Koronarographie), bei der über eine Arterie ein Katheter in die Herzkranzgefäße eingeführten werden muss. Die nicht-invasiven Verfahren erlauben im Gegensatz zur Koronarangiografie aber keinen Behandlungseingriff in derselben Sitzung.
Anders als die verschiedenen Belastungsuntersuchungen, bei denen die Durchblutung des Herzmuskels unter körperlicher Anstrengung oder bei medikamentösem Stress („funktionell“) geprüft wird, stellt die CCTA die Gefäße bildlich („morphologisch“) dar, sodass Gefäßengstellen direkt ausgemessen werden können. Hauptindikation dieser Untersuchung ist eine mittlere Wahrscheinlichkeit für eine KHK (Vortestwahrscheinlichkeit) von 15–50 % (laut Versorgungsleitlinie auch höher, falls die Belastungsuntersuchungen keinen krankhaften Befund brachten). Dagegen sollten Hochrisikopatienten und solche mit instabiler (= nicht medikamentös unterbrechbarer) Angina pectoris oder mit einem Herzinfarkt direkt eine invasive Katheteruntersuchung bekommen. Damit kann Zeit gespart und ein verschlossenes Gefäß kann eventuell wiedereröffnet werden.

## Indikationen
- Verdacht auf das Vorliegen einer koronaren Herzkrankheit (KHK). Die Auswertung von 11 randomisierten Studien (2007–2019) durch das IQWiG ergab, dass eine diagnostische Strategie, die CCTA einschloss, einen Teil der Herzinfarkte verhindern konnte. Dabei gab es im Vergleich weniger unerwünschte Komplikationen (Schlaganfälle) als bei invasiven Angiografien (vier kontrollierte Studien 2016-2022). Zum gleichen Ergebnis kommt die nationale Versorgungsleitlinie Chronische KHK.[4] Aufgrund dieser Bewertungen hat der Gemeinsame Bundesausschuss die CCTA ab 2025 in die Regelversorgung der deutschen gesetzlichen Krankenversicherung aufgenommen.[5] Abrechnende Ärzte müssen bestimmte persönliche und apparative Qualitätskriterien erfüllen.[6]

- Verlaufskontrolle eines Koronararterien-Bypasses oder einer Ballonkatheterbehandlung (PTCA – perkutane transluminale Coronar-Angioplastie) bei Verdacht auf neue Verengungen oder Verschlüsse.
- Evaluation von angeborenen oder erworbenen Anomalien der Herzkranzgefäße.
- Stents werden manchmal untersucht, jedoch reicht die Ortsauflösung oft nicht aus, um Engen innerhalb des Metallgeflechts beurteilen zu können.[7]

## Kontraindikationen
Schwangere und Kinder sollen wegen der hohen Strahlenempfindlichkeit nicht mit Röntgenverfahren, zu denen die CCTA zählt, untersucht werden. Die Strahlendosis einer CCTA schwankt je nach Gerät, Untersuchungsgang und Gewicht des Patienten. Bei einer Kohorte der Universitätsklinik Würzburg wurden im Median 0,63 mSv für die Standardtechnik und 4,77 mSv für die Spiraltechnik gemessen (letztere benötigt man bei Patienten mit Herzrhythmusstörungen). Da jodhaltige Kontrastmittel verwendet werden, ist eine Jodallergie eine absolute Kontraindikation. Sonstige Kontrastmittelallergien, eine Hyperthyreose und eine eingeschränkte Nierenfunktion gelten dagegen als relative Kontraindikationen. Hochgradige Verkalkungen stören die Ausmessung des durchbluteten Gefäßquerschnitts. Herzrhythmusstörungen, Koronararterienstents und eine Tachykardie verschlechtern meist die Bildqualität.

## Durchführung

### Kalkscore

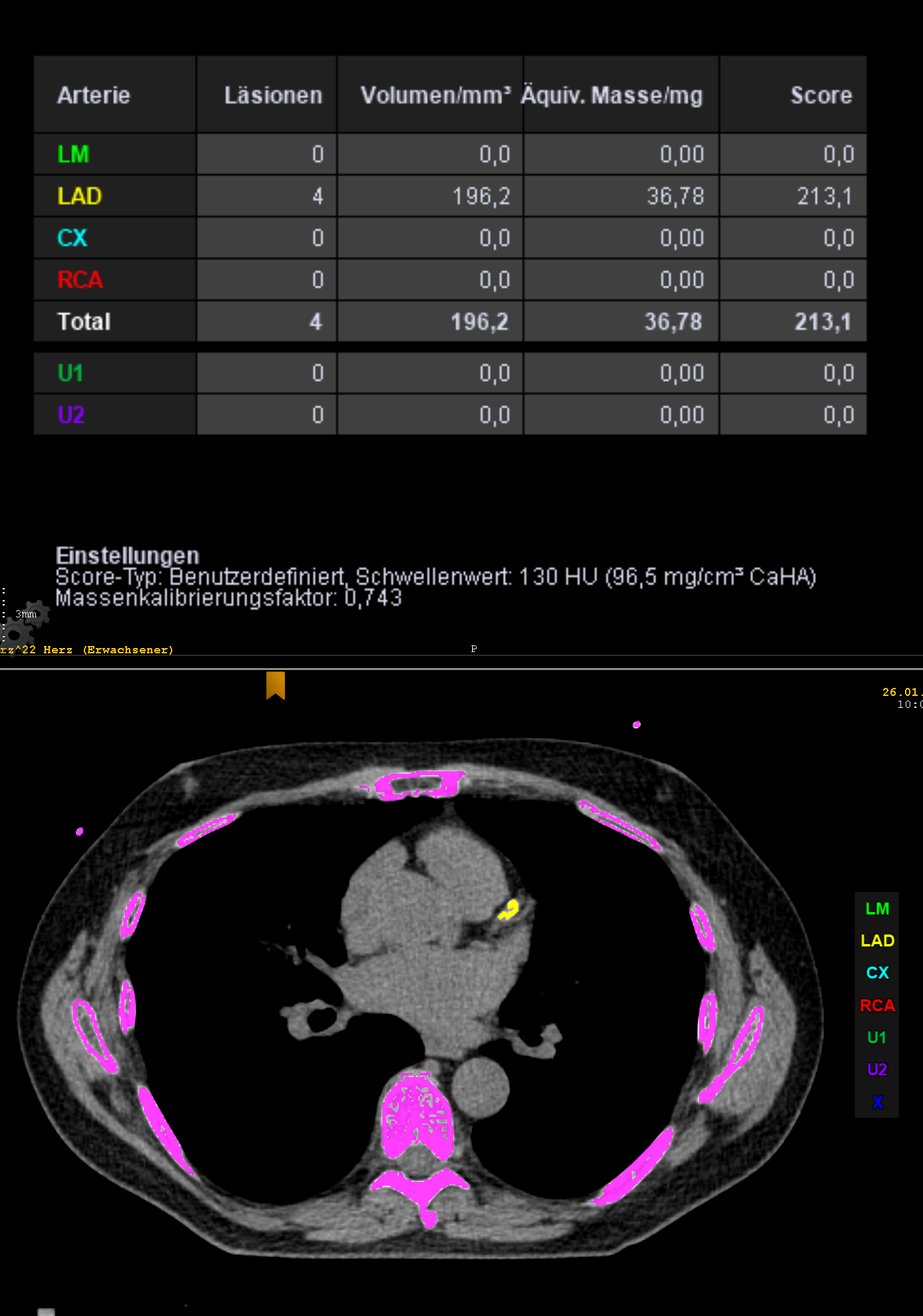
Agatston-Kalkscore

Zunächst werden Aufnahmen mit geringer Strahlendosis und ohne Kontrastmittelgabe durchgeführt. Die Koronarkalkmenge wird für jedes Gefäß einzeln und insgesamt quantitativ gemessen. Der Agatston-Score wird aus Dichte und Volumen der Kalkplaques berechnet und aufaddiert. Ein Score von >400 gilt als unabhängiger Risikofaktor für eine KHK; man spricht hier von einem Schwellenphänomen.

### CT-Angiographie

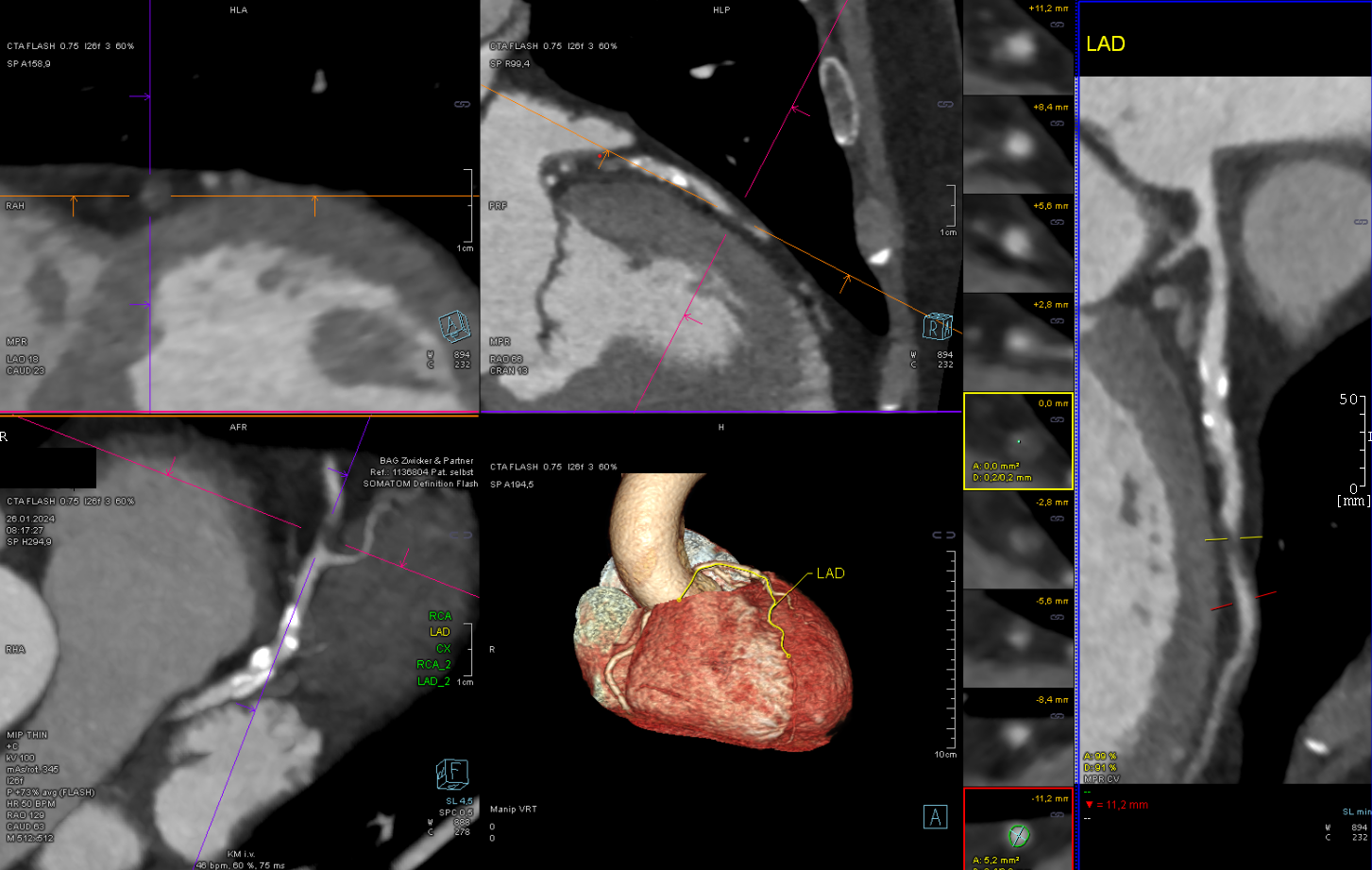
Verschiedene Rekonstruktionen einer hochgradigen Verengung des Ramus interventrikularis anterior

Die aktuellen Qualitätskriterien fordern für die CCTA bei gesetzlich Krankenversicherten einen CT-Scanner mit mindestens 64 gleichzeitig aufgenommenen Schichten. Zunehmend sind Geräte mit 256 Schichten verbreitet, oft mit zwei im rechten Winkel zueinander angeordneten Röntgenröhren. Ein solches Gerät kann das Herz in sechs bis sieben Rotationen aufnehmen, die insgesamt 0,5 Sekunden dauern, d. h. bei ausreichend langsamem Herzschlag im Bruchteil einer einzigen Herzaktion. Es gibt auch spezielle Scanner mit Kegelstrahl und breitem Detektor, die nur eine einzige Rotation ausführen. Um eine geringere Herzfrequenz- und -variabilität zu erreichen, kann vor der Untersuchung ein Betablocker verabreicht werden. Viele Untersucher setzen außerdem Glyceroltrinitrat ein, um den Gefäßdurchmesser der Koronarien zu vergrößern.
Während der Untersuchung wird ein EKG abgeleitet und der Scanner damit gesteuert, sodass die Bildgebung in einer Herzphase mit schwacher Bewegung einsetzt (meist in der mittleren Diastole). Für die Darstellung der Gefäße wird jodhaltiges Kontrastmittel in hoher Konzentration und hohem Fluss appliziert. Für die Auswertung sind spezialisierte Befundungscomputer üblich geworden, die meist in anderen Räumen aufgestellt sind. Stenosen innerhalb der Koronargefäße können erkannt und ausgemessen werden. Dabei kann unterschieden werden, ob es sich um Stenosen durch kalzifizierte Plaques oder durch nichtkalzifizierte Plaques handelt. Für die standardisierte Befundbeurteilung hat sich der CAD-RADS-Score etabliert, der auch Empfehlungen für das weitere Vorgehen umfasst.